# Starokatolická farnost Praha – sv. Máří Magdaléna
Starokatolická farnost Praha – sv. Máří Magdaléna je farnost Starokatolické církve v České republice.
V Praze existovala starokatolická náboženská obec od roku 1900, později zde vznikla farnost a již před druhou světovou válkou se rozdělila na dvě, z nichž jedna – farnost Praha-západ – měla centrum v kapli sv. Máří Magdalény, kterou město Praha předalo starokatolické církvi již roku 1908.
Po druhé světové válce byly pražské farnosti sloučeny. V roce 2004 pak došlo k obnovení samostatné farní správy v této kapli a vyčlenění z pražské farní obce. Bohoslužby se konají v kapli sv. Maří Magdaleny a v kapli svaté Rodiny pod Nuselskými schody.